# Comtat de Ringkjøbing
El Comtat de Ringkjøbing (danès Ringkjøbing Amt) fou un antic comtat (en danès amt) de la península de Jutlàndia a l'Oest de Dinamarca. La divisió en comtats va deixar d'existir l'1 de gener del 2007, quan una reforma municipal va substituir els comtats per divisions més grans, les regions, el comtat de Ringkjøbing va ser integrat a la Regió de Midtjylland.

## Antics municipis (1970-2006)
Era format pels antics municipis de:
| - Avlum-Haderup - Brande - Egvad - Herning - Holmsland - Holstebro - Ikast - Lemvig - Ringkøbing | - Skjern - Struer - Thyborøn-Harboør - Thyholm - Trehøje - Ulfborg-Vemb - Videbæk - Vinderup - Aaskov |